# Nóvoie Ràtovo
Nóvoie Ràtovo (en rus: Новое Ратово) és un poble de l'óblast de Vladímir, a Rússia, segons el cens del 2010 tenia 46 habitants. Pertany al districte municipal de Múrom.